# Мелітопольський моторний завод (ЗАЗ)
Мелітопольський моторний завод (МеМЗ) (у 1923 році Запорізький завод отримав цілком відповідну радянській епосі назву «Комунар»; 1958—1998 року — «Мелітопольський моторний завод» (МеМЗ); з 1975 року «Мелітопольський моторний завод» входить у створене урядом виробниче об'єднання  «АвтоЗАЗ», у 1990-х роках виробниче об'єднання було перетворене в акціонерне товариство (ВАТ «АвтоЗАЗ»), з 1998 року — українське державне госпрозрахункове підприємство (ГРП «АвтоЗАЗ-Мотор») з виробництва двигунів внутрішнього згоряння в складі ВАТ «АвтоЗАЗ», у 1998 році ВАТ «АвтоЗАЗ» увійшло до складу спільного підприємства «АвтоЗАЗ-Daewoo» (50 % акцій належала ВАТ «АвтоЗАЗ», 50 % — Daewoo Motors), у 2002 році ВАТ «АвтоЗАЗ» було викуплено корпорацією «Укравто» (з 2000-х років державні 82 % акцій «АвтоЗАЗ» було довірено українській автомобільній корпорації «УкрАвто»), з якою пройшло злиття, і всі об'єкти ВАТ «АвтоЗАЗ» (в першу чергу, МеМЗ та Чорноморський моторний завод) було перетворено приватне ПАТ «ЗАЗ». Частка Daewoo в СП «АвтоЗАЗ-Daewoo» у 2003 році була придбана швейцарською компанією «Hirsch&CIE».

## Історія
Підприємство засноване у 1908 році, коли підприємець Заферман заснував «Чавуноливарний та машинобудівний завод» з виробництва нафтових двигунів шведської конструкції. Після Жовтневого перевороту завод був націоналізований і отримав назву «Другий радянський завод». Після закінчення громадянської війни у 1925 році на базі заводу організовано промислово-кооперативну артіль «Перемога». Артіль продовжила випуск нафтових двигунів для сільського господарства, будівельної та рибальської галузей промисловості.
У 1931 році артіль «Перемога» передається в державне підпорядкування і як завод входить до об'єднання «Союздізель». Завод повністю перейшов на виробництво двигунів для риболовних суден.
У 1936 році завод «Перемога» перейменовано в «Дизелебудівний завод імені Мікояна», що спеціалізувався на виробництві швидкохідних дизелів для риболовних суден.
Під час Другої світової війни завод був евакуйований. Відразу ж після звільнення міста Мелітополь, Державним Комітетом Оборони було прийнято рішення про термінове відновлення цехів і прийому робітників.
У 1944 році завод вже випускав мирну продукцію.
У 1958 році заводу було присвоєно нову назву «Мелітопольський моторний завод» (МеМЗ).
У 1960 році завод випустив перший силовий агрегат з повітряним охолодженням МеМЗ-965 потужністю 23 к.с.
У 1963 році завершені роботи з першої модернізації силового агрегату МеМЗ-965, в результаті якого був створений силовий агрегат МеМЗ-966 потужністю 27 к. с. до легкового автомобіля «Запорожець».
У 1964 році створювані за містом цехи сталевого і кольорового литва виведені зі складу Моторного заводу і створений новий завод «Автокольорлит».
У 1965 році завершені роботи по доведенню конструкції нового силового агрегату власної розробки МеМЗ-968 потужністю 40 к. с. Цей силовий агрегат на ВДНГ СРСР був нагороджений Дипломом 1-го ступеня. У 1966 році розпочато створення силового агрегату для автомобіля «Волинь» на базі силового агрегату МеМЗ-968 потужністю 40 к. с. моделі МеМЗ-969В.
У 1967 році розпочато будівництво нової частини заводу — головного корпусу (площадка «А») для виробництва силового агрегату МеМЗ-968 й у 1971 році було завершено переклад виробництва силового агрегату МеМЗ-968 з площ майданчика «Б» на площі головного корпусу.
У вересні 1974 року був випущений мільйонний силовий агрегат.
28 жовтня 1974 року силовому агрегату МЕМЗ-968 присвоєно Державний знак якості.
З жовтня 1975 року Моторний завод входить до складу автомобільного виробничого об'єднання «АвтоЗАЗ». У цьому ж році конструкторський відділ заводу Моторного почав науково-дослідні та конструкторські роботи з проектування силового агрегату з двигуном рідинного охолодження до передньопривідним автомобілів особливо малого класу. У 1979 році конструкторсько-експериментальний відділ заводу завершив основні роботи зі створення нового двигуна водяного охолодження моделі МеМЗ-245.
У 1982 році проведено приймальні випробування нового силового агрегату МеМЗ-245 у складі автомобіля ЗАЗ-1102. Державна комісія рекомендувала автомобіль ЗАЗ-1102 і силовий агрегат МеМЗ-245 до серійного випуску. Силовий агрегат МеМЗ-245 нагороджений Дипломами ВДНГ СРСР та УРСР.
У 1988 році було розпочато серійний випуск силових агрегатів МеМЗ-245 з двигуном потужністю 50 к. с. з рідинним охолодженням для передньопривідного автомобіля «Таврія» (ЗАЗ-1102). Завод продовжує співпрацю з Луцьким автомобільним заводом (ЛуАЗ) й у 1991 році для вантажопасажирського автомобіля «Волинь» були розроблені конструкція силового агрегату МеМЗ-2452 та коробки передач МеМЗ-969А.
15 березня 1998 року був підписаний Установчий договір про створення спільного українсько-корейського підприємства «АвтоЗАЗ-Daewoo», до складу якого Моторний завод увійшов на правах ГРП «АвтоЗАЗ-Мотор». У 1999 році освоєно випуск силових агрегатів до автомобіля «Славута». У 2001 році розроблена конструкція і розпочато виробництво силового агрегату МеМЗ-301, двигуна об'ємом 1,3 л, потужністю 63 к. с. для автомобілів «Sens» та «Славута».
У 2002 році вперше в Україні розроблена конструкція двигуна МеМЗ-307 потужністю 70 к. с. із системою розгорнутого впорскування палива та електронною системою управління двигуном. Розпочато серійне виробництво силового агрегату МеМЗ-307 для автомобіля «Sens».
У 2003 році корпорація «УкрАвто» придбала контрольний пакет акцій ВАТ «АвтоЗАЗ». ЗАТ «АвтоЗАЗ-Daewoo» перетворений у ПАТ «Запорізький автомобілебудівний завод» разом з ГРП «АвтоЗАЗ-Мотор». У цьому ж році розпочато виробництво силових агрегатів МеМЗ-3071 для автомобіля «Славута» з нормами токсичності «Євро-2».
У 2004 році система менеджменту якості ГРП «АвтоЗАЗ-Мотор» була сертифікована Київським відділенням Міжнародної компанії «Бюро Верітас-Україна» на відповідність Міжнародному стандарту ISO 9001:2000.
В рамках підготовки в Україні закону про приведення норм токсичності вихлопних газів під стандарти Євро-2 і Євро-3 проведені роботи з доведення та сертифікації силових агрегатів 1,1 л, 1,2 л і 1,3 л з системою розгорнутого впорскування палива, розроблена конструкція і освоєно виробництво зчеплення силового агрегату МеМЗ-307 до автомобіля «Sens».
2005 рік — розроблена конструкція двигуна на базі МеМЗ-307 з об'ємом 1,4 л з метою збільшення потужності і поліпшення питомих показників для установки на автомобіль «Ланос Т-150» виробництва ПАТ «ЗАЗ» в комплектації з КП «Ланос». Розпочато підготовку виробництва.
У 2006 році на конвеєрі складального цеху зібрані 10 двигунів 1,4 л і передані на Запорізький автозавод для комплектації автомобілів «Sens».

## Моделі

### Серійне виробництво
- ЗАЗ-965 «Запорожець» (1960—1969)
- ЗАЗ-966 «Запорожець» (1967—1972)
- ЗАЗ-968 Запорожець (1971—1994)
- ЗАЗ-1102 «Таврія» (1988—1997)
- ЗАЗ-1105 Дана (1994—1997)
- ЗАЗ-1102 «Таврія Нова» (1998—2007, з 2002 року автомобіль виготовлявся ПАТ «ЗАЗ»)
- ЗАЗ-11055 «Таврія Пікап» (1998—2011, з 2002 року автомобіль виготовлявся ПАТ «ЗАЗ»)
- ЗАЗ-1103 Славута (1999—2011, з 2002 року автомобіль виготовлявся ПАТ «ЗАЗ»)
- ЗАЗ Lanos (з 2008 року автомобіль виготовлявся ПАТ «ЗАЗ»)
- ЗАЗ Sens (з 2008 року автомобіль виготовлявся ПАТ «ЗАЗ»)
- ЗАЗ Forza (з 2008 року автомобіль виготовлявся ПАТ «ЗАЗ»)
- ЗАЗ Vida (з 2012 року автомобіль виготовлявся ПАТ «ЗАЗ»)

### Великовузлове (SKD) складання
Великовузлове складання здійснюється на Чорноморському заводі автоагрегатів.
- Daewoo Lanos (1998—…) (модель T100)